# José Benoliel
José Salomão Coelho Benoliel foi Presidente do Conselho de Administração da CP, tendo sucedido a Francisco Cardoso dos Reis (em cujo mandato era vice-presidente da empresa) a 17 de junho de 2010; reformou-se a 31 de dezembro de 2012.
Licenciado em Economia e com um mestrado em Transportes, na CP era o responsável pela parte das mercadorias, tendo estado na origem da criação da CP Carga. 
Benoliel passou pela Soponata, mas foi também administrador da Rodoviária Nacional. 
Ao contrário do anterior presidente, Francisco Cardoso dos Reis, José Benoliel não é militante do PS.